# Губа Клим
Губа Клим — український кобзар 19 століття, родом із м. Срібне, Прилуцького повіту на Полтавщині.
Від Клима Губи Крюковський вивчив думу «Сокол і соколя». Крюковський про нього говорив, що «так собі кобзаришка був. Він молодим помер. Сам він срібянський, а тут у нас в Жовнах (Жабрах) пристав до однієї жінки, прожив років чотири та й умер».